# Конопелька (річка)
Конопе́лька — річка в Україні, у межах Луцького району Волинської області. Права притока Стиру (басейн Дніпра). 

## Опис
Довжина 48 км, площа басейну 329 км². Долина маловиразна, завширшки до 4 км, завглибшки 20—40 м. Заплава широка, заболочена. Річище впродовж 20 км розчищене і поглиблене; його пересічна ширина 5 м. Похил річки 1,3 м/км. Притоки — переважно меліоративні канали. 

## Розташування
Конопелька бере початок між північними відногами Повчанської височини, біля села Романів, що на схід від міста Луцька. Тече спершу (кілька кілометрів) на схід/північний схід, далі — в межах Поліської низовини переважно на північний захід. Впадає до Стиру на південний захід від села Носачевичі. 

## Фотографії

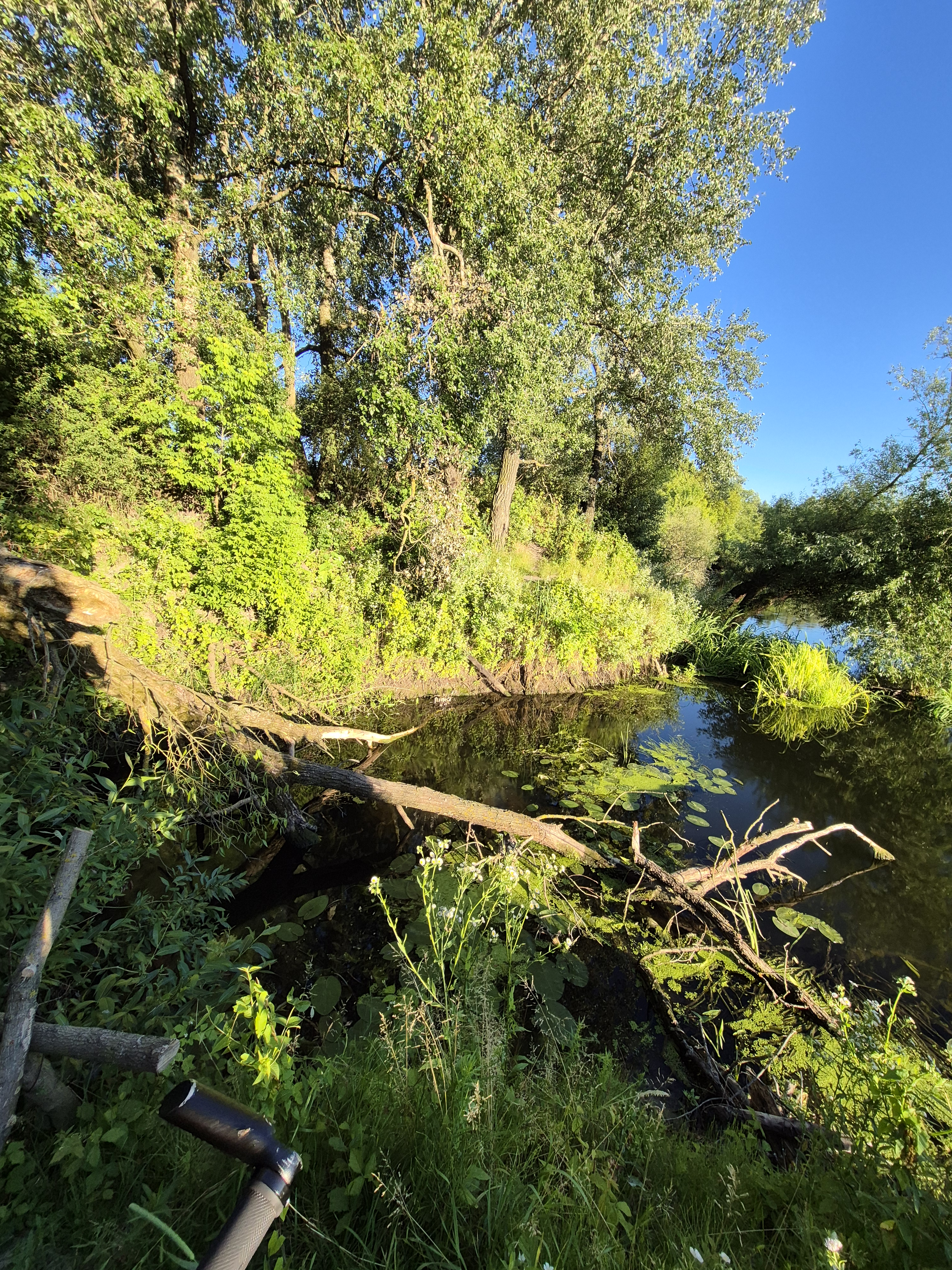
Конопелька впадає в Стир, вид з правого берега
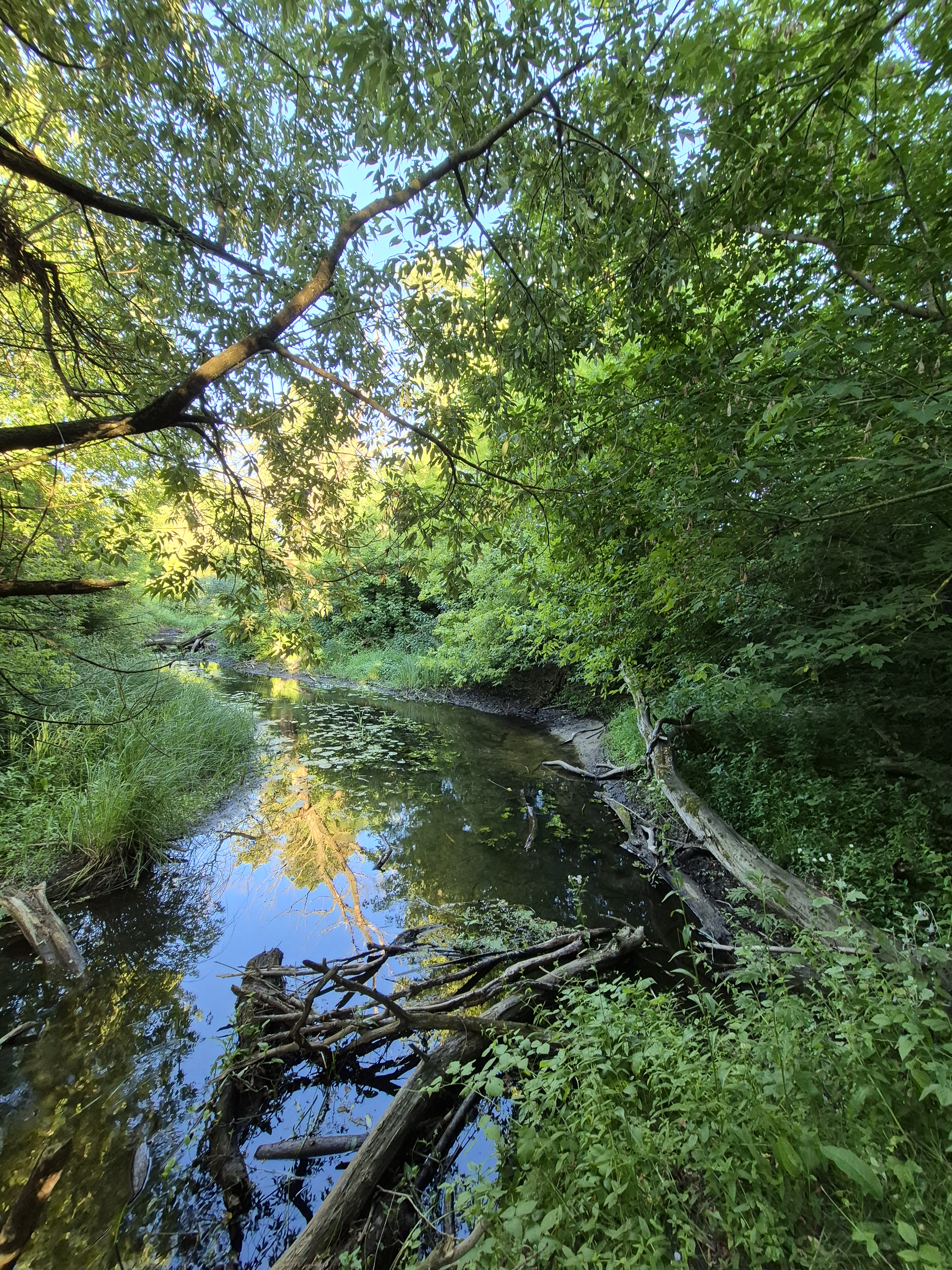
Вид на річку Конопелька біля села Носачевичі
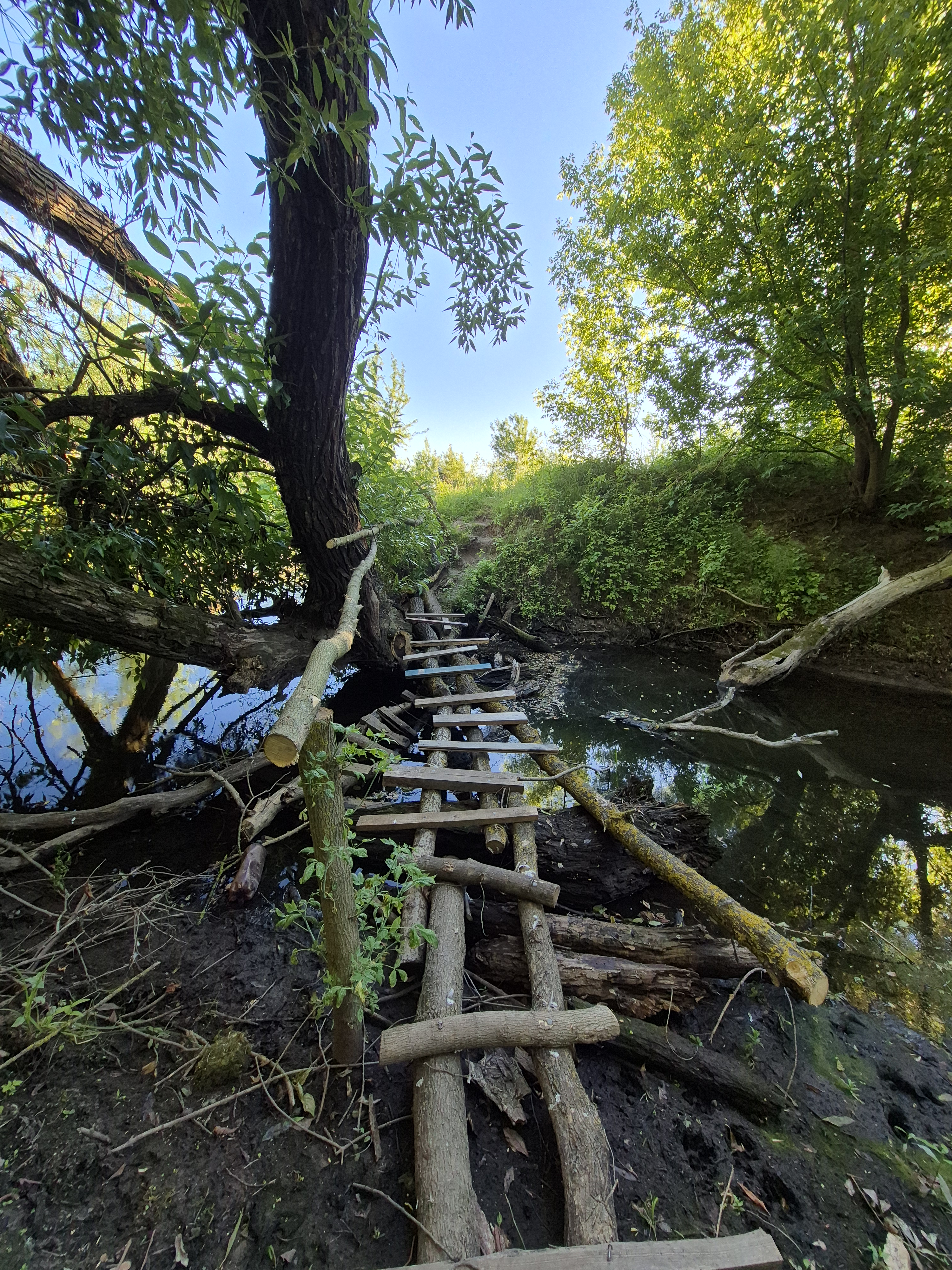
Дерев'яна переправа через річку Конопелька, поблизу села Носачевичі